# Механогідравлічне виймання
Механогідравлічне виймання (рос. механогидравлическая выемка, англ. mechanohydraulic extraction; нім. mechanisch-hydraulische Gewinnung f) — спосіб виїмки, при якому вугілля і порода відокремлюються від масиву виконавчим органом механічного типу з подачею води до вибою для доставки і транспортування гірничої маси. М.в. — вилучення корисних копалин з очисних вибоїв механічними або механогідравлічними комбайнами з гідравлічним транспортом гірничої маси. Застосовується при розробці вугільних родов.
Розрізняють два варіанти технол. схем ведення гірничих робіт з М.в.:
- довгими стовпами за простяганням або за падінням з використанням механізов. комплексів;
- короткими стовпами за простяганням або за падінням без кріплення очисного простору.

При цьому застосовуються два варіанти технол. схем транспорту:
- з подачею води безпосередньо до органу відбійки і з доставкою відбитої гірничої маси з вибою гідравліч. транспортом до пунктів переробки;
- з подачею води на відкатний штрек, доставкою відбитої гірничої маси з вибою до відкатного штреку механічним транспортом, а далі по шахті — гідротранспортом.